# Inside the Light World: Sun Ra Meets the OVC
Inside the Light World: Sun Ra Meets the OVC ist ein Jazzalbum von Sun Ra. Die am 25. August 1986 in den Mission Control Studios in Westford (Massachusetts) entstandenen Aufnahmen erschienen am 29. April 2024 auf dem Label Strut.

## Hintergrund
Mitte der 1980er-Jahre nahm der Bandleader Sun Ra meist Livealben auf; so entstanden u. a. die Konzertmitschnitte Live at Praxis ’84, Stars That Shine Darkly und Cosmo Sun Connection. Anfang Juni 1986 fand seine Begegnung mit John Cage statt (John Cage Meets Sun Ra), Ende des Monats sein Konzert in Ostberlin (A Night in East Berlin). Im August 1986 ließ Sun Ra seine Musik in fraktales Licht übersetzen, das auf die Bühne projiziert wurde. Das auf dem Label Strut (auf dem weitere Aufnahmen aus dem Nachlass des Künstlers erschienen wie etwa Planets of Life or Death: Amiens ’73 oder Of Abstract Dreams) erschienene Album Inside the Light World: Sun Ra Meets the OVC dokumentiert Sun Ras Treffen mit dem Raketenwissenschaftler Bill Sebastian, dem Erfinder des Outer Space Visual Communicator (OVC), einem Mitte der 1970er-Jahre  entwickelten Instrument in Form einer Tastatur, die an ein fraktales Licht angeschlossen ist und verschiedene visuelle Muster auf die Bühne projiziert.
Sebastian’s Outer Space Visual Communicator galt als bahnbrechende Erfindung. Anstatt herkömmlichen Ton zu erzeugen, nutzte dieses über die Tastatur gesteuerte „Instrument“ die Kraft des Lichts und warf kaleidoskopische, mehrfarbige Muster auf eine Leinwand, die über den Darstellern auf der Bühne schwebte. Sun Ra trat erstmals Ende der 1970er-Jahre mit dem fraktalen Lichtprojektor auf. 1986 tauchten zwei VHS-Kassetten auf, auf denen Ra „Calling Planet Earth“ und „Sunset on the Nile“ aufführte, beide begleitet von der Lichtmalerei des OVC.
„Ich war neugierig auf die Aufführungen“, erklärte Irwin Chusid, Administrator des Sun Ra-Katalogs und Produzent des Albums. „Ich konnte diese großartigen Versionen nicht finden und fragte mich, woher sie stammten.“ Chusid fand schließlich heraus, dass Bill Sebastian nicht nur noch am Leben war, sondern auch in Boston lebte und fortgeschrittene Versionen des OVC entwickelte, in die damals Virtual-Reality-Technologie integriert war.
Darauf machten sich Sebastian und Chusid an die komplizierte Aufgabe, die Tonbänder der Session aus Sebastians Archiven zusammenzustellen. Die Doppel-LP wurde schließlich aus den Bändern der Originalsessions abgemischt und von Joe Lizzi und Peter Beckmann von den Tonbändern remastert. Sie enthält bisher unveröffentlichte Versionen der Sun-Ra-Klassiker „Calling Planet Earth“ (von When Sun Comes Out, 1963), „Love in Outer Space“ (von The Night of the Purple Moon, 1970), „El is a Sound of Joy“ (von Super-Sonic Jazz, 1957), „Saturn Rings“ (von Beyond the Purple Star Zone, 1981), den Standard „East of the Sun“ und eine 22-minütige Version von „Discipline 27-II“, ein Titel vom Album Space Is the Place (1973).

## Titelliste
- Sun Ra: Inside the Light World: Sun Ra Meets the OVC (Strut STRUT288LP)[3]

1. Calling Planet Earth 11:06
2. Theme of the Stargazers 8:38
3. Love in Outer Space (Piano Interlude) 2:36
4. Love in Outer Space 6:34
5. Stardust from Tomorrow 05:23
6. El Is a Sound of Joy 7:47
7. Sunset on the Nile (Piano Interlude) 3:23
8. Sunset on the Nile 7:41
9. East of the Sun (Brooks Bowman) 4:43
10. Saturn Rings 6:06
11. Calling Planet Earth (Piano Interlude) 02:22
12. Discipline 27–II 22:34

Wenn nicht anders vermerkt, stammen die Kompositionen von Sun Ra.

## Besetzung
Bei den Titeln mit dem Sun Ra Arkestra spielten: Fred Adams (Trompete), Al Evans (Flügelhorn), Tyrone Hill (Posaune), James Jacson (Fagott, Infinity drum), Eloe Omoe (Bassklarinette), Marshall Allen (Altsaxophon, Flöte, Piccoloflöte), John Gilmore (Tenorsaxophon, Perkussion, Gesang), Danny Ray Thompson (Baritonsaxophon, Perkussion), Sun Ra (Piano, Synthesizer, Gesang), Bruce Edwards (E-Gitarre), John Ore (Bass), Atakatune (Conga, Perkussion) und June Tyson (Gesang).

## Rezeption
Wenn man Sun Ra bislang nicht kennen sollte und einen seine merkwürdigen und theatralischen Aufmachungen abschrecken, sei dies genau das richtige Album, der optimale Einstieg, der wunderschöne Musik mit Sun Ras genialen, ausgefallenen Akzenten verbinde, schrieb Marc Myers in Jazzwax. Der Klang sei fantastisch, und es dürfte eine der lohnendsten und besten Veröffentlichungen von Sun Ras Musik sein. „Ein absolutes Muss“.
Auch wenn die kaleidoskopischen Projektionen in den Videos die psychedelischen Qualitäten der Musik majestätisch veranschaulichen, funktioniere die Darbietung auch ohne die visuellen Elemente perfekt, insbesondere wenn man bedenkt, dass sie ursprünglich nie für eine Veröffentlichung gedacht war, meinte Paul Simpson, der dem Album in Allmusic vier Sterne verlieh. Größtenteils sei dies die zugänglichere, Swing-orientierte Seite des Arkestra, mit klar definierten Grooves und Melodien, aber dennoch voller Weltraumgeschichten. Durchsetzt mit einer Handvoll kurzer Keyboard-Zwischenspiele würden diese Darbietungen dem Arkestra ermöglichen, sich zu entfalten und die Grooves in vollen Zügen zu erkunden. Es klinge locker und spontan, besonders in den stark perkussiven Momenten, vermeide aber im Allgemeinen Chaos und Ausraster. Die gesamte Aufführung sei voll guter Stimmung und freundlicher Energie, selbst im 22-minütigen „Discipline 27-II“, in der Ra seine Enttäuschung über die Menschen auf dem Planeten Erde zum Ausdruck bringe. Inside the Light World klinge für sich genommen wunderbar.